# ای‌وی‌ئی کلاس ۱۰۲
ای‌وی‌ئی کلاس ۱۰۲ (انگلیسی: AVE Class 102) یک قطار تندرو ساخت شرکت تالگو، بمباردیه ترانسپورتیشن است.
این قطار که از سال ۲۰۰۵ تولید می‌شود در راه‌آهن ای‌وی‌ئی اسپانیا مورد استفاده قرار گرفته است.